# Australiens flag
Australiens flag er blåt med Union Jack i øvre hjørne mod stangen, en stor syvtakket stjerne under dette, og fem stjerner som udgør stjernebilledet Sydkorset på den anden halvdel. Udgangspunktet er det britiske Blue Ensign. Flaget er i størrelsesforholdet 1:2.
De syv takker i den store stjerne symboliserer de seks oprindelige delstater, med en ekstra tak for territorierne og eventuelle fremtidige stater. I stjernebilledet er der en lille femtakket stjerne og fire større syvtakkede. 

## Historie
Efter oprettelsen af den australske føderation i 1901 blev der holdt en konkurrence om designet af et nationalflag. Der kom mere end 32 000 bidrag, hvilket svarer til at omkring 1 % af befolkningen deltog. De fleste forslag havde Union Jack og Sydkorset med, men der var også helt andre forslag, med australske dyr som de mest populære. 
Fem næsten identiske forslag blev kåret til vindere, og præmiesummen blev delt mellem Ivor Evans, en 14-årig skoledreng fra Melbourne; Leslie John Hawkins, en optikerlærling i teenageralderen fra Sydney; Egbert John Nuttall, arkitekt fra Melbourne; Anne Dorrington, kunster fra Perth og William Stevens, skibsofficer fra Auckland på New Zealand. De fem fik 40 pund hver, hvilket var en temmelig stor sum dengang. 
3. september 1901 blev det nye flag hejst for første gang på Exhibition Building i Melbourne. En forenklet version blev ratificeret som Australiens flag af Edvard VII i 1902. Australiens nye flag blev kundgjort februar 1903, i to versioner: En blå version for statslige myndigheder og en rød version for skibsfarten. I 1904 da det blev bestemt at Australiens flag skulle bruges på alle fort, skibe og offentlige bygninger, betød det ikke at flaget fik samme status som Union Jack. Selv om Australien nu havde egne flag, fortsatte brugen af Storbritanniens flag, Union Jack, og dette var også Australiens nationalflag. Australiens egne flag blev benyttet i underordnet position i forhold til det britiske nationalflag. Først i 1953 blev Australiens flag, i den blå variant, ved lov erklæret som nationalflag.
I 1954 gav Elisabeth II en kongelig sanktion til en ny flaglov; dette var første gang en monark havde sanktioneret en australsk lov ved personlig tilstedeværelse eftersom det blev gjort under hendes besøg i landet. Flaget blev dermed formelt anerkendt som Australiens nationalflag også i australsk lovgivning.
Selv om Australien fra 1953 havde eget nationalflag, fortsatte landets orlogsfartøjer med at benytte Storbritanniens orlogsflag. Først i forbindelse med Vietnam-krigen, hvor Australien deltog med marinefartøjer, mens Storbritannien ikke deltog i krigen, blev dette ændret. I 1967 fik Australien sit eget orlogsflag. Det er en white ensign efter britisk mønster, men uden kors og med det australske nationalflag som grundmodel. Orlogsflaget har en hvid dug med blå stjerner og stadig med unionsflaget i kanten.
Den blå variant er i dag Australiens nationalflag og samme variant benyttes også som statsflag. Koffardiflaget er den røde variant.

## Flagdag
I 1996 bestemte generalguvernør sir William Deane at 3. september skal fejres som den nationale flagdag, til minde om den første gang det blev brugt offentligt i 1901.

## Flagdebat
Fra begyndelsen af 1980-erne har der været lanceret kampagner for at få udskiftet flaget med et nyt flag som nedtoner de britiske symboler og som repræsenterer Australien på en selvstændig måde. Forbilledet er her Canada som i 1967 udbyttede det britiske Red Ensign med et særegent canadisk nationalflag. Organisationen Ausflag har stået i spidsen for kampagnen for et nyt flag og har ved en række anledninger arrangeret konkurrencer for at finde frem til et nyt symbol for Australien. Kampagnen har ikke lykkedes og i 1998 lykkedes tilhængerne af det nuværende flag at få vedtaget en lov som siger at det nuværende flag kun kan ændres efter en folkeafstemning. Det antages at det vil være vanskeligere at opnå flertal for flagskifte i en folkeafstemning, end det ville være for en regering at benytte sit flertal i parlamentet til det samme.
Det blev i 2002 foreslået at indføre love mod skænd af flaget, men forslaget blev aldrig lagt frem til afstemning i parlamentet, da statsminister John Howard afviste det med reference til ytringsfriheden. 

## Kongelige flag
Dronningens personlige australske flag er en flagvariant af rigsvåbenet. De seks delstater er her repræsenterede med deres heraldiske mærker, det hele indrammet af en hermelinsbord. I midten er dronningens monogram indsat. Flaget blev taget i brug i 1963. 
Kronens fuldmagt udøves til dagligt af Australiens generalguvernør og denne har eget flag som tegn på sin autoritet. Flaget er blåt og har en krone med en gul heraldisk løve i midten af dugen. Landets formelle navn, Commonwealth of Australia, står skrevet på et bånd under kronen og løven. Dette følger mønsteret for flag for guvernører i tidligere britiske kolonier hvor Dronningen er statsoverhoved. Flaget blev indført 16. juli 1936. Det er i størrelsesforholdet 1:2.

## Andre australske flag
Der findes også 27 andre officielle flag i Australien, deriblandt territoriernes og delstaternes flag, og en række civile og militære flag for specielle brugsområder. Også flag for Australiens urbefolkning, blandt andet for aboriginerne, er officielt anerkendte i australsk lov.
| Tasmanien       | Australien       | Australien, toldflag |
| Tasmaniens flag | Luftvåbnets flag | Toldflag             |